# Martin Bauzer
Martin Bauzer (bávcer) tudi Bautscher, Bavčer ali Bavčar, slovenski latinski pisatelj, humanist in zgodovinar, * 11. november 1595, Selo pri Vipavi, † 23. december 1668, Gorica.

## Življenje in delo
Študiral je filozofijo, vstopil 1616 v Ljubljani v jezuitski red, opravil noviciat v Brnu, prav tam tudi doktoriral iz filozofije in kasneje končal še študij teologije; bil nato profesor sholastične filozofije na gimnazijah v Gorici, Gradcu, rektor kolegija na Reki. 
Goriški je v rokopisu posvetil svoja dva poglavitnega dela Historia rerum noricarum et foroiuliensium (1657-1663), ki je bilo napisano pod psevdonimom »Leopoldo Romanorum Imperatori… Goritiam ingredienti, oratio… recitata per Gaudentium Hilarinum Goritianum. Utini 1660« (kopija iz leta 1777. v ljubljanski licejski knjižnici); prevod Zdravko Jelinčič Zgodbe Norika in Furlanije, Toronto, 1975; in  Syllabus ducalium sacri Romani imperii Goritiae comitum, ki obsega zgodovino goriških grofov do 1500, grofov iz Andechsa, Trsta v predkrščanski dobi in tržaških škofov in svetnikov do 1663 (v semeniški knjižnici v Gorici). V latinščini je objavil tudi govor Leopoldo Romanorum Imperatori... (Videm, 1600) in v nemščini Panegyricus in honorem Leopoldi Augusti (Ljubljana, 1600).